# Османоглу, Ахмед Тевхид
Ахмед Тевхид Османоглу (осман. شهزادہ احمد توحید‎, тур. Ahmed Tevhid Osmanoğlu; 2 декабря 1904, Стамбул — 24 апреля 1966, Бейрут) — османский шехзаде, внук султана Абдул-Азиза.

## Биография
Ахмед Тевхид Османоглу родился 2 декабря 1904 года в один день с сестрой-близнецом Фатьмой Гевхери в Стамбуле в семье Мехмеда Сейфеддина-эфенди и его второй жены Нервалитер Ханым-эфенди. У него был старший родной брат Махмуд Шевкет-эфенди.
Ахмед Тевхид получил образование в Школе принцев, расположенной в павильоне дворца Ыхламур. 5 июня 1918 года вместе с братом Махмудом Шевкетом был зачислен в Императорское военное училище. Несколько месяцев спустя двое шехзаде были возвращены в Школу принцев для прохождения военной подготовки. После подписания Мудросского перемирия его обучение в школе закончилось. В апреле 1922 года его обучение в Военно-морской школе закончилось, поскольку он не посещал регулярно уроки. 
После изгнания членов дома Османов из страны Ахмед вместе со своими родственниками отправился в Бейрут. Спустя некоторое время он переехал в Рим, а затем в Каир. Скончался 24 апреля 1966 года в Бейруте в возрасте 61 года, где и был похоронен.